# Evil Days of Luckless John
Evil Days of Luckless John est un jeu vidéo d'aventure sorti en 2007 et fonctionne sur Windows. Le jeu a été développé par Centauri Production et édité par Playlogic International.